# Світязь (напій)
Світязь — безалкогольний газований напій темно-коричневого кольору. Мав значну популярність в СРСР, де почав випускатись з 1973 року під назвою «Байкал», мав стати альтернативою західній «Пепсі-Колі». Напій має пряний присмак, оскільки до його складу входить композиція з духмяних трав (зараз переважно ароматизаторів).

## Склад
- Вода
- Цукор
- Лимонна кислота
- Вуглекислий газ
- Екстракт із звіробою і солодки
- Екстракт елеутерококу
- Ефірна олія евкаліпта
- Лимонна ефірна олія
- Лаврова ефірна олія
- Ізоборнілацетат

Тонізуючі властивості напою досягаються наявністю в його складі екстрактів трав звіробою, солодкового кореня, елеутерококу, левзеї та ефірних олій евкаліпта, лимона, лавра благородного і ялиці.